# Referendo sobre a independência da Nova Caledônia em 2018
O referendo sobre a independência da Nova Caledônia (português brasileiro) ou Nova Caledónia (português europeu) (oficialmente em francês: Référendum de 2018 sur l'indépendance de la Nouvelle-Calédonie), realizado em 4 de novembro de 2018, foi um referendo de independência no qual a população da Nova Caledônia puderam escolher entre permanecer na França ou se tornar um país independente.
Anunciado na noite do dia das eleições, o resultado foi de 56,40% para manter o status quo e de 43,60% a favor da independência. A participação foi de 80,63% (141.099) dos 174.995 eleitores elegíveis para votar neste referendo. Inelegíveis para votarem no referendo, conforme concordado no Acordo de Numeá, foram 17% do total de 210.105 eleitores registrados da Nova Caledónia.
Antes da votação, o governo e as autoridades da França Metropolitana declararam que reconheceriam e cumpririam os resultados do referendo. Apesar do fracasso da moção, os neocaledônios tiveram, nos termos do Acordo de Numeá, a oportunidade de votar novamente em 2020 (onde a independência também foi rejeitada), e terão uma nova oportunidade em 2022, se um terço do Congresso da Nova Caledônia, a legislatura local, concordar em permitir que esses referendos sejam realizados.

## Pergunta
A pergunta para o referendo foi "Quer que a Nova Caledônia atinja a soberania plena e se torne independente?" (no original, Voulez-vous que la Nouvelle-Calédonie accède à la pleine souveraineté et devienne indépendante?).

## Sondagens
| Empresa de pesquisa | Data              | Tamanho da amostra | A favor            | Contra         | Indecisos ou Sem opinião | Liderança |       |    |    |   |    |
| ------------------- | ----------------- | ------------------ | ------------------ | -------------- | ------------------------ | --------- | ----- | -- | -- | - | -- |
| Empresa de pesquisa | Data              | Tamanho da amostra | Harris Interactive | 12–22 set 2018 | Indecisos ou Sem opinião | Liderança | 1,038 | 34 | 66 | – | 32 |
| Quidnovi            | 1–15 ago 2018     | 731                | 20                 | 69             | 11                       | 49        |       |    |    |   |    |
| I-Scope             | 30 jul–8 ago 2018 | 628                | 28                 | 63             | 9                        | 35        |       |    |    |   |    |
| Quidnovi            | 4–15 jun 2018     | 739                | 15                 | 65             | 21                       | 50        |       |    |    |   |    |
| Quidnovi            | 16–26 abr 2018    | 712                | 15                 | 58             | 27                       | 43        |       |    |    |   |    |
| I-Scope             | 16–25 abr 2018    | 682                | 22.5               | 59.7           | 17.8                     | 37.2      |       |    |    |   |    |
| I-Scope             | 23 mar–4 abr 2017 | 514                | 24.4               | 54.2           | 21.4                     | 29.8      |       |    |    |   |    |

## Resultados
Os resultados oficiais de 284 estações de voto do processo participativo foram os seguintes:
| Inscritos | Sim    | Não    | Total   | Votos válidos | Brancos e nulos |
| 174 995   | 60 573 | 78 361 | 141 099 | 138 934       | 2 165           |

| Votos «Sim» (43,60 %) |  |  | Votos «Não» (56,40 %) |
| ▲                     |  |  |                       |
| Maioria absoluta      |  |  |                       |

### Por província
Nas províncias do Norte e das Ilhas Lealdade, o "Sim" ganhou, mas na província do Sul o "Não" ganhou e, como houve mais eleitores nessa província, consequentemente, houve mais votos e, no geral, acabou resultando na vitória do "Não" e na permanência da Nova Caledónia na França.
| Província                    | Sim (%) | Sim (número de votos) | Não (%) | Não (número de votos) | Número total de pessoas | Eleitores registrados (%) |
| ---------------------------- | ------- | --------------------- | ------- | --------------------- | ----------------------- | ------------------------- |
| Província do Sul             | 26,29   | 24195                 | 73,71   | 67847                 | 112712                  | 83,01                     |
| Província do Norte           | 75,82   | 25747                 | 24,18   | 8209                  | 40047                   | 86,01                     |
| Província das Ilhas Lealdade | 82,18   | 10631                 | 17,82   | 2305                  | 22236                   | 58,89                     |

## Reações
O presidente francês Emmanuel Macron, que visitou a ilha em maio de 2018, afirmou que o resultado mostrou "confiança na república francesa", e que está "orgulhoso por termos finalmente passado juntos por esse passo histórico", acrescentou.
Aloisio Sako, um dos principais membros da independente FLNKS, mostrou-se otimista com o que considerou uma derrota para o seu lado, dizendo: "Estamos a poucos passos da vitória e ainda há dois votos por vir".